# Contrôleur hôte de bus
Pour les articles homonymes, voir HBA.
Un contrôleur hôte de bus (Host Bus Adapter en anglais, ou HBA) est une carte d'extension qui permet de connecter un système hôte (un ordinateur serveur et plus rarement un poste de travail) à un bus externe réseau de stockage. Ce nom est plus souvent employé dans le domaine du stockage SCSI ou FC, mais par extension il désigne aussi des cartes d'extension Ethernet, FireWire ou USB. L'utilisation de iSCSI a fait apparaître des cartes d'extension Ethernet qui sont en fait des HBA (équipées de circuits dédiés au traitement iSCSI).

## Types de contrôleurs HBA

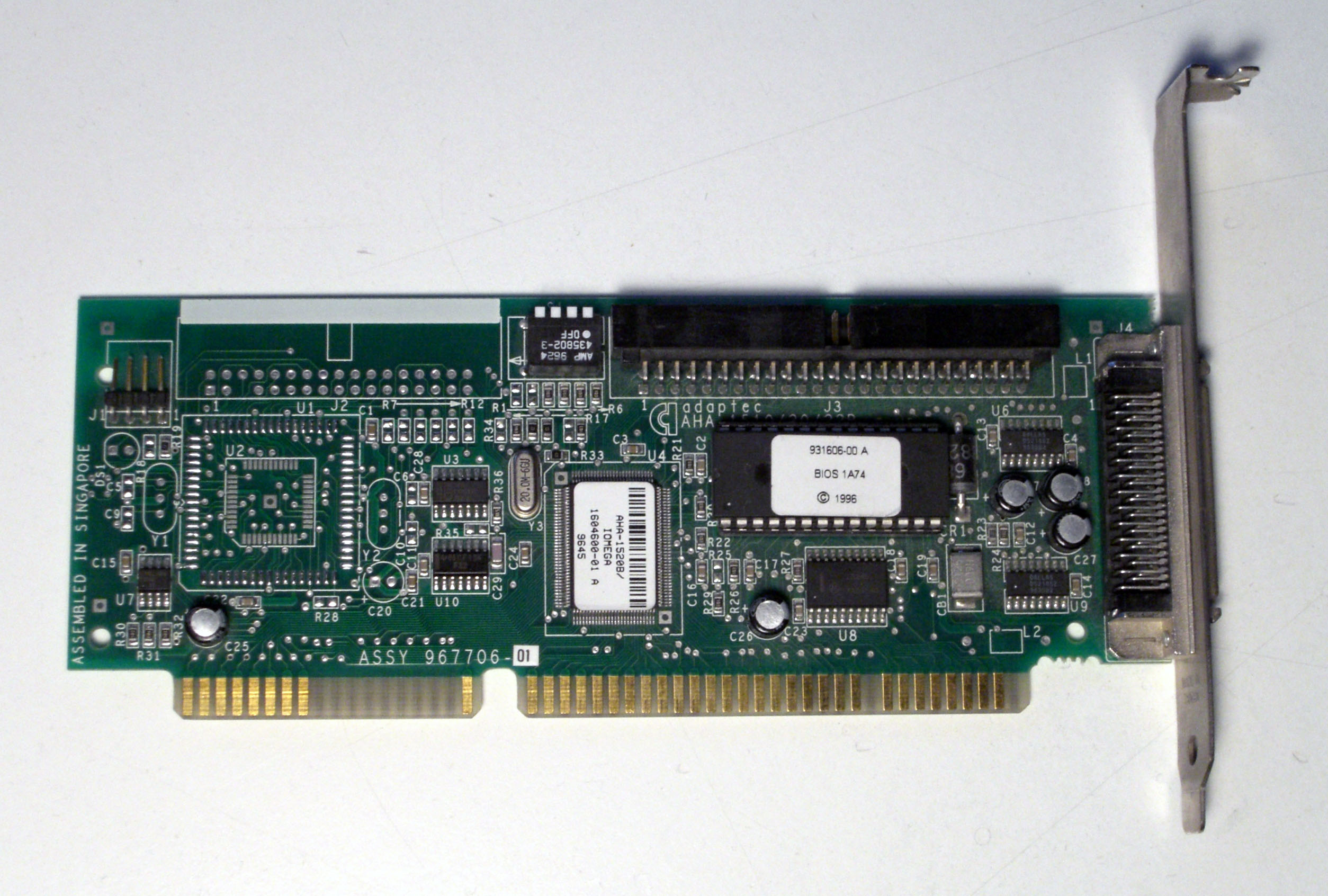
Un Host Bus Adapter SCSI (ici une carte 16 bits ISA) de marque Adaptec.

### SCSI
Un HBA SCSI agit comme le lien électrique et logique entre le bus interne de l'ordinateur hôte et le bus SCSI. Les périphériques SCSI (disque dur, scanner, etc.) sont reliés entre eux par une nappe et chaque périphérique possède une adresse unique : le plus souvent le HBA porte l'adresse 7 (et possède ainsi la plus haute priorité lors d'opérations d'arbitrage du bus SCSI). Il gère l'arbitrage du bus SCSI d'une part et du bus du système hôte d'autre part ainsi que les adaptations des signaux électriques et des cadences de transfert de part et d'autre.
Un HBA SCSI contient le plus souvent un code BIOS exécuté lors de la mise sous tension de l'ordinateur et permettant à l'utilisateur de configurer quelques paramètres, ce BIOS est également souvent chargé d'installer un gestionnaire d'accès au moins au premier disque dur afin de permettre le démarrage depuis ce dernier. Une fois le système d'exploitation chargé, celui-ci utilise le plus souvent ses propres drivers pour communiquer directement avec le contrôleur SCSI sans utiliser ce BIOS.

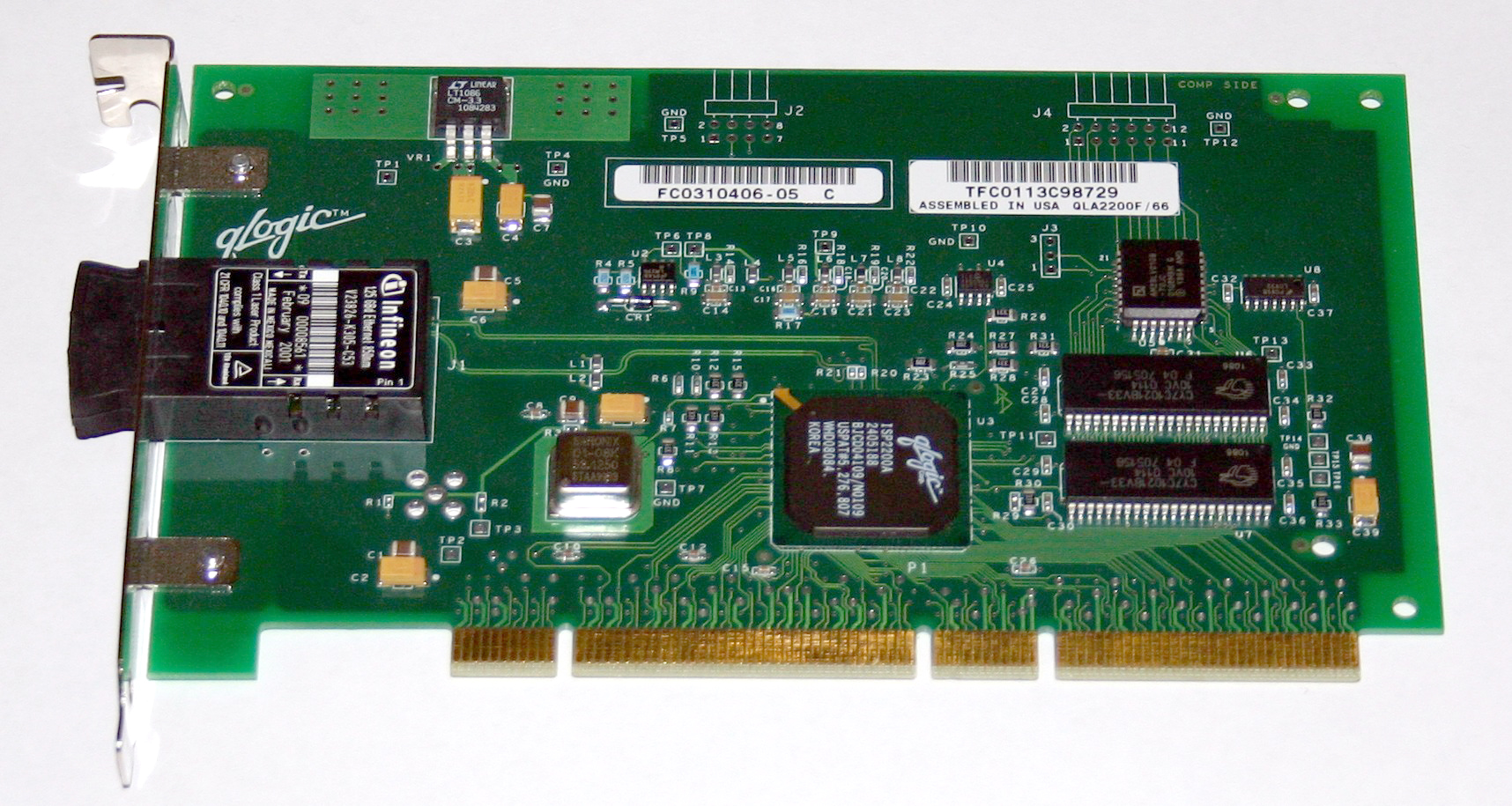
Un Host Bus Adapter Fibre Channel (ici une carte 64 bits PCI) de marque QLogic.

### Fibre Channel
Succédant aux HBA SCSI, un HBA Fibre Channel effectue un travail analogue mais la topologie FC est très différente de SCSI, en particulier l'adresse est attribuée automatiquement dès la connexion. Un identifiant unique (à la manière de l'adresse MAC pour Ethernet) appelé World Wide Name (WWN) caractérise chaque interface Fibre Channel.
De façon analogue au HBA SCSI la plupart des contrôleurs Fibre Channel incluent un BIOS qui permet le démarrage depuis une unité du SAN.

### ATApourIDE
Deux ou quatre contrôleurs ATA sont très souvent directement intégrés sur les cartes mères des ordinateurs récents mais comme la capacité du bus ATA est particulièrement limitée (pas plus de deux périphériques) il est parfois nécessaire d'ajouter d'autre contrôleurs sous forme de cartes d'extension.
Pour des contrôleurs intégrés à la carte-mère leur BIOS l'est également.
On appelle souvent contrôleur de disque ces contrôleurs de bus ATA, mais bien que très répandue, cette appellation est en fait techniquement inexacte.

### SATAetSAS
Depuis environ 2004 les standards SATA et plus récemment SAS tendent à supplanter leur prédécesseurs ATA ou SCSI. Les contrôleurs intégrés ou cartes d'extension se sont donc adaptées à ces nouveaux standards (nouvelle connectique et nouvelle topologie).
Bien que le terme HBA soit toujours utilisé, il n'est plus très pertinent ici de parler de bus car les connexions sont effectuées en point à point.

### iSCSI
Les premiers HBA iSCSI apparus en 2002 permettaient d'atteindre un débit d'1 Gbit/s pour un prix jusqu'à deux fois moindre qu'une carte FC.